# ゲルショム・ショーレム
ゲルショム・ゲルハルト・ショーレム（ヘブライ語: גרשם גרהרד שלום, ラテン文字転写: Gershom Gerhard Scholem, 1897年12月5日 - 1982年2月21日）は、ドイツ生まれのイスラエルの思想家。ユダヤ神秘主義（カバラ）の世界的権威で、ヘブライ大学教授を務めた。1968年にはイスラエル文理学士院の院長に選ばれた。

## 経歴
1897年、ドイツ・ベルリンでユダヤ人の家庭に生まれ育った。父はアルトゥール・ショーレム、母はベティ・ヒルシュ・ショーレム。画家であった父は同化主義者で、息子がユダヤ教に興味を持つのを喜ばなかったが、ショーレムは母のとりなしにより正統派のラビのもとでヘブライ語やタルムードを学ぶことを許された。
ベルリン大学に入学し、数学と哲学とヘブライ語を専攻。大学では、マルティーン・ブーバーやヴァルター・ベンヤミン、シュムエル・アグノン、ハイム・ナフマン・ビアーリク、アハッド・ハーアム、ザルマン・シャザールといった面々と知り合った。1918年にはベンヤミンと共にスイスのベルンにいたが、ここで最初の妻エルザ・ブルクハルトと出会った。1919年にドイツへ戻り、ミュンヘン大学でセム語研究で学位を取得。博士論文のテーマは、最古のカバラ文献סֵפֶר הַבָּהִיר（セフェル・ハ=バヒール： "光輝の書"）であった。シオニズムに傾倒し、友人ブーバーの影響もあって、1923年に英領パレスチナへ移住。
パレスチナに移住後、彼はユダヤ神秘主義の研究に没頭する。同地で司書の職を得て、最終的にはイスラエル国会図書館のヘブライ・ユダヤ文献部門の責任者となった。一方で、エルサレムのヘブライ大学で講師の職に就いた。1933年にはヘブライ大学のユダヤ神秘主義講座の初代教授に就任、1965年に名誉教授となるまでこの地位にあった。カール・グスタフ・ユングらが関わった「エラノス会議」にも参加。

## 研究内容・業績
彼の特色は、自然科学の素養を活かして、カバラを科学的に教えた点にある。

## 受賞・栄典
- 1958年：イスラエル賞
- 1961年：ロスチャイルド賞
- 1974年：ハーヴェイ賞

## 家族・親族
- 最初の妻：エルザ・ブルクハルト。
- 妻：ファニア・フロイト。1936年に再婚。
- 兄：ヴェルナー・ショーレムはドイツの極左組織フィッシャー＝マスロフ団の一員で、ドイツ帝国議会ではドイツ共産党選出の議員であったが、のちに議会から追放され、ナチによって暗殺された。

## 著書（訳書）
- 『ユダヤ主義の本質』 河出書房新社, 1972年
- 『ユダヤ主義と西欧』 河出書房新社, 1973年
- 『ユダヤ教神秘主義』 河出書房新社, 1975年
- 『わが友ベンヤミン』 晶文社, 1978年
- 『ユダヤ神秘主義』 叢書・ウニベルシタス 法政大学出版局, 1985年、のち新装版。別訳版
- 『カバラとその象徴的表現』 叢書・ウニベルシタス 法政大学出版局, 1985年、のち新装版
- 『ベルリンからエルサレムへ　青春の思い出』 叢書・ウニベルシタス 法政大学出版局, 1991年
- 『錬金術とカバラ』 作品社, 2001年
- 『サバタイ・ツヴィ伝　神秘のメシア』叢書・ウニベルシタス 法政大学出版局, 2009年。2冊組

共著ほか
- 『ベンヤミンの肖像』西田書店、1984年、回想記を所収
- 『エラノス叢書』 平凡社 全9巻・別冊1、1994-95年、論文数編を所収
- ヴァルター・ベンヤミン『ベンヤミン＝ショーレム往復書簡』 叢書ウニベルシタス・法政大学出版局, 1990年、新装版2025年
- ハンナ・アーレント『アーレント＝ショーレム往復書簡』 岩波書店, 2019年

## 評伝
- デイヴィッド・ビアール 『カバラーと反歴史　評伝ゲルショム・ショーレム』 木村光二訳、晶文社, 1984年
- ステファヌ・モーゼス「ゲルショム・ショーレム―秘密の歴史」-『歴史の天使　ローゼンツヴァイク、ベンヤミン、ショーレム』

合田正人訳、叢書ウニベルシタス・法政大学出版局, 2003年
- スーザン・A・ハンデルマン「ゲルショム・ショーレムとヴァルター・ベンヤミン」-『救済の解釈学　ベンヤミン、ショーレム、レヴィナス』

合田正人・田中亜美訳、叢書ウニベルシタス・法政大学出版局, 2005年
- 上山安敏 『ブーバーとショーレム　ユダヤの思想とその運命』 岩波書店, 2009年